# Robert Harvey
Robert Harvey (Dublin, 9 september 1988) is een Iers voetbalscheidsrechter. Hij is in dienst van FIFA en UEFA sinds 2016. Ook leidt hij sinds 2013 wedstrijden in de Premier Division.
Op 24 september 2013 leidde Harvey zijn eerste wedstrijd in de Ierse nationale competitie. Tijdens het duel tussen Drogheda United en Cork City (2–3 voor Cork City) trok de leidsman viermaal de gele kaart. In Europees verband debuteerde hij op 6 juli 2017 tijdens een wedstrijd tussen Valur Reykjavík en FK Ventspils in de eerste voorronde van de UEFA Europa League; het duel eindigde in 1–0 en Harvey gaf driemaal een gele en eenmaal een rode kaart. Zijn eerste interland floot hij op 22 maart 2017, toen Cyprus met 3–1 won van Kazachstan. Tijdens deze wedstrijd deelde de Ier drie gele prenten uit.

## Interlands
| Datum             | Plaats                 | Wedstrijd                 | Uitslag | Competitie             | Kreeg geel | Kreeg voor de tweede keer geel en dus rood | Weggestuurd |
| ----------------- | ---------------------- | ------------------------- | ------- | ---------------------- | ---------- | ------------------------------------------ | ----------- |
| 22 maart 2017     | Larnaca, Cyprus        | Cyprus – Kazachstan       | 3 – 1   | Vriendschappelijk      | 3          | 0                                          | 0           |
| 5 juni 2018       | Ploiești, Roemenië     | Roemenië – Finland        | 2 – 0   | Vriendschappelijk      | 3          | 0                                          | 0           |
| 8 september 2018  | Luxemburg, Luxemburg   | Luxemburg – Moldavië      | 4 – 0   | Nations League 2018/19 | 3          | 0                                          | 0           |
| 7 juni 2019       | Solna, Zweden          | Zweden – Malta            | 3 – 0   | EK 2020 kwalificatie   | 1          | 0                                          | 0           |
| 29 maart 2022     | Belfast, Noord-Ierland | Noord-Ierland – Hongarije | 0 – 1   | Vriendschappelijk      | 7          | 0                                          | 0           |
| 26 september 2022 | Gibraltar              | Gibraltar – Georgië       | 1 – 2   | Nations League 2022/23 | 6          | 0                                          | 0           |
| 11 oktober 2024   | Tallinn, Estland       | Estland – Azerbeidzjan    | 3 – 1   | Nations League 2024/25 | 2          | 0                                          | 0           |
| 10 juni 2025      | Solna, Zweden          | Zweden – Algerije         | 4 – 3   | Vriendschappelijk      | 7          | 0                                          | 0           |

Laatst aangepast op 11 juni 2025.